# Triteleia guadalupensis
Triteleia guadalupensis är en sparrisväxtart som beskrevs av Lee Wayne Lenz. Triteleia guadalupensis ingår i släktet Triteleia och familjen sparrisväxter.
Artens utbredningsområde är Guadalupeön (Mexiko). Inga underarter finns listade i Catalogue of Life.